# Instalação de teste de acelerador (Estados Unidos)
A Instalação de Teste de Acelerador (BNL-ATF) é uma instalação para o usuário dentro do Laboratório Nacional de Brookhaven (BNL) em Nova York, EUA. Começando a operar em 1992, o BNL-ATF realiza pesquisa e desenvolvimento em física avançada de aceleradores e estuda as interações de radiação eletromagnética de alta potência e feiches de elétrons de brilho alto, incluindo aceleração de plasma e aceleração de elétrons por laser.